# Comté de Richmond (Virginie)
Pour les articles homonymes, voir Comté de Richmond.
Le comté de Richmond est un comté de Virginie, aux États-Unis, fondé en 1692.